# Bybe parmenoides
Bybe parmenoides är en skalbaggsart som beskrevs av Francis Polkinghorne Pascoe 1866. Bybe parmenoides ingår i släktet Bybe och familjen långhorningar. Inga underarter finns listade.